# Filatoio Rosso di Caraglio
Il Filatoio Rosso di Caraglio è un edificio storico situato alla periferia di Caraglio, paese della provincia di Cuneo.
Costruito tra il 1676 e il 1678 per iniziativa del conte Giovanni Girolamo Galleani, fu uno dei primi impianti di produzione della seta del Ducato di Savoia e di tutta Europa. Ospitava tutta la filiera produttiva del filato, dalla coltivazione nelle campagne circostanti dei gelsi per l'allevamento dei bachi da seta alla lavorazione e alla realizzazione del prodotto finito, diventando il capostipite insieme al coevo impianto di Venaria e di un sistema di filande sorte in Piemonte nei decenni successivi. 
Dopo anni di abbandono e di degrado, nel 1999 è stato acquisito dal Comune di Caraglio e, in seguito a un lungo restauro, nell'anno successivo è stato completamente recuperato per ospitare il Museo del Setificio Piemontese ed eventi culturali di riferimento per il territorio. 
È considerato uno degli insediamenti industriali conservati più antichi d'Europa.

## Storia
Il complesso del filatoio nacque dall'intraprendenza del conte Giovanni Girolamo Galleani che, trasferitosi da Bologna nel Ducato di Savoia nel 1676, importò appositi macchinari tessili con il desiderio di costruire un «palazzo per farne un filatore da seta». La costruzione interessò un ampio lotto e venne completata in soli due anni realizzando un complesso di edifici turriti circondato da mura di cinta e con due ampie corti interne, dove trovavano posto anche gli appartamenti padronali della famiglia Galleani.

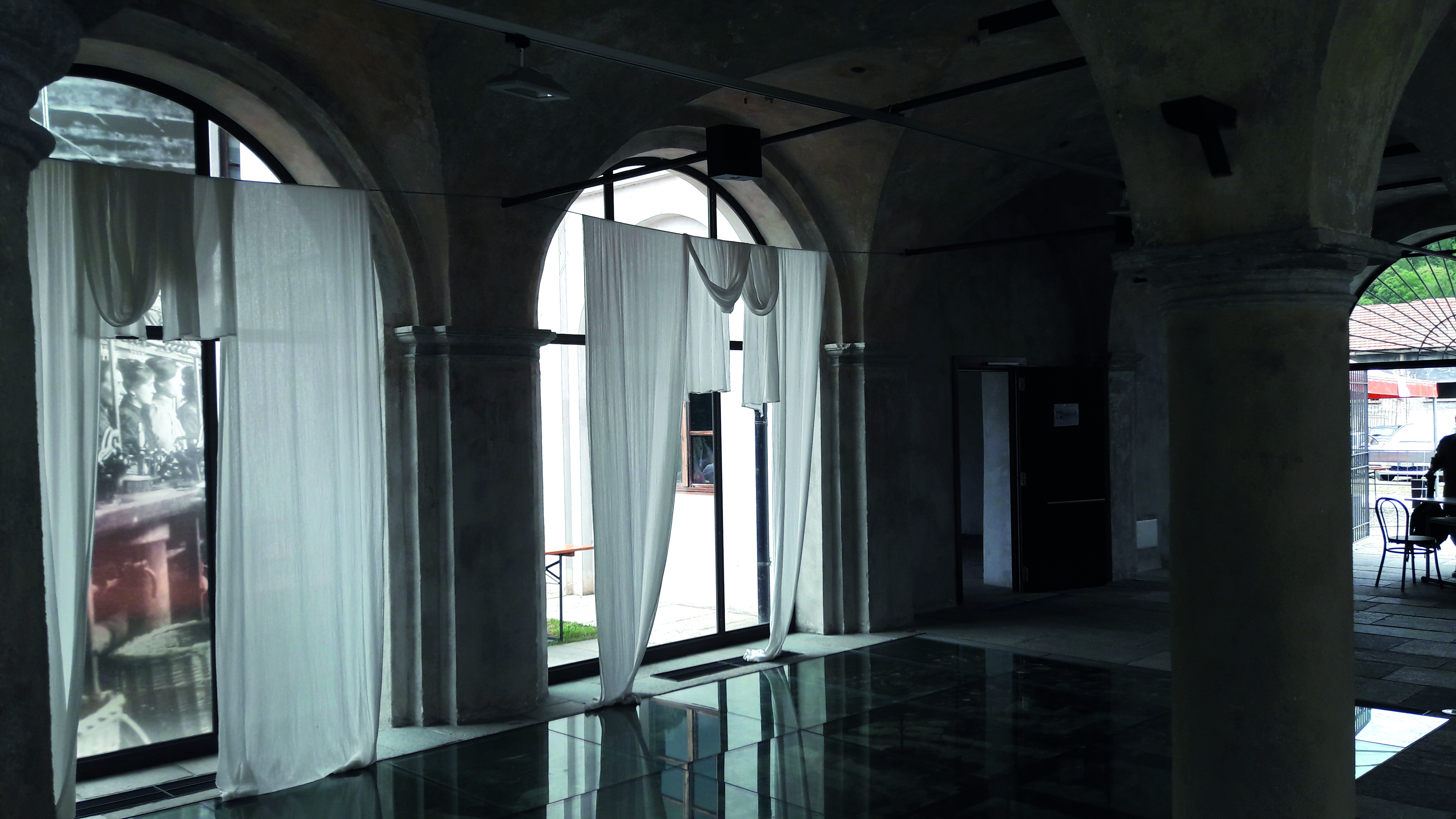
Uno scorcio della Sala delle Colonne

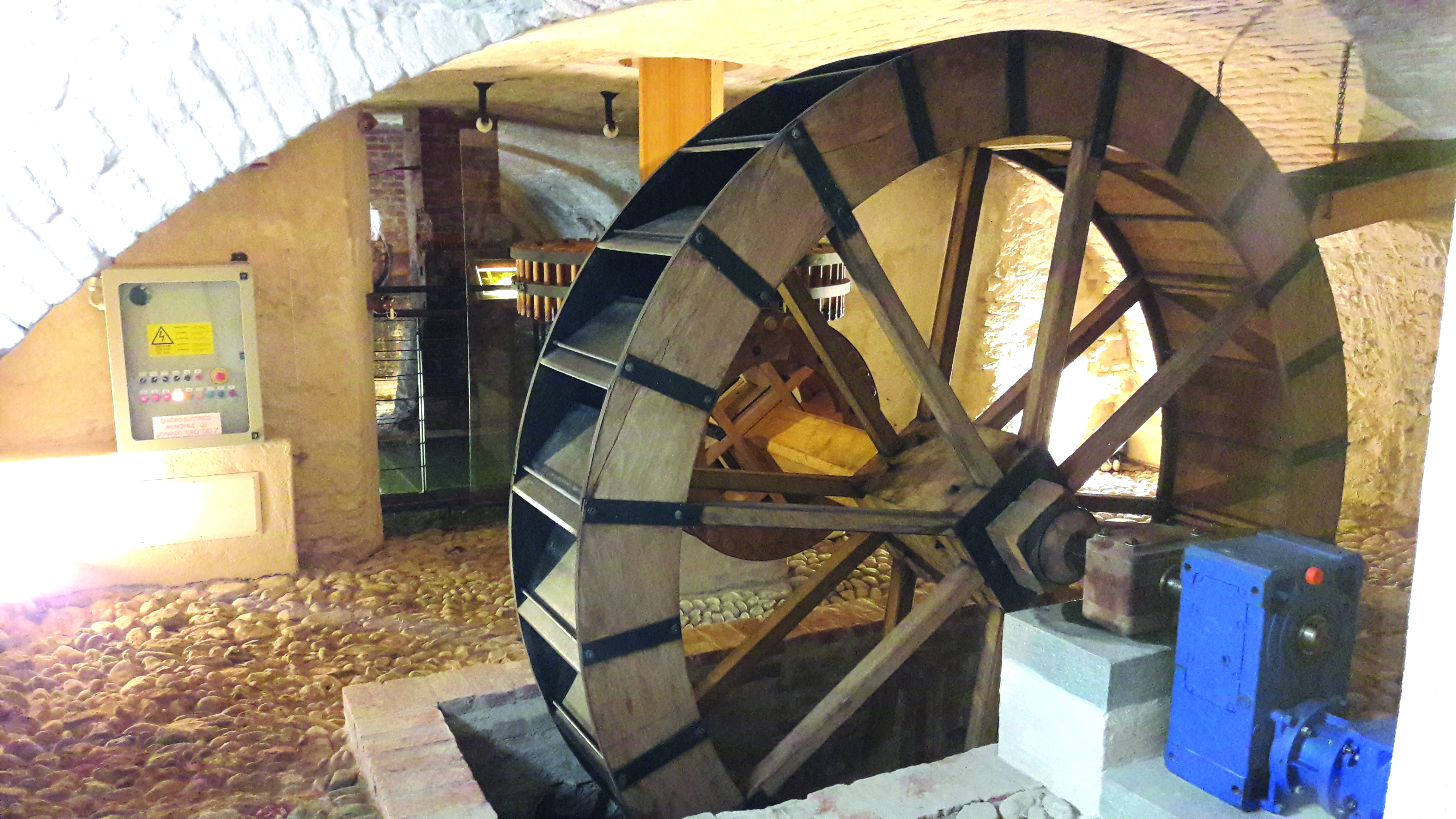
La ruota idraulica di uno dei due mulini ricostruiti

La scelta di insediare uno stabilimento produttivo sul territorio di Caraglio fu motivata da tre elementi fondamentali: la materia prima, ovvero la possibilità di coltivare gelseti nelle vaste campagne circostanti, il fattore umano rappresentato da maestranze qualificate e la preziosa presenza dell'acqua, individuata nella sorgente Cèlleri a poca distanza, che consentì la realizzazione «con grande spesa e su autorizzazione ducale» dell'apposito canale retrostante per alimentare i mulini interni allo stabilimento, senza tuttavia privare di risorse idriche le campagne circostanti, che potevano utilizzare l'acqua reflua.
Il filatoio avviò la sua produzione nel 1678 e si può considerare un vero e proprio archetipo di fabbrica, nonché capostipite di una serie di altre filande sorte successivamente in numerosi comuni del cuneese: Alba, Bene Vagienna, Boves, Busca, Carrù, Cavallerleone, Govone, Manta, Mondovì, Monesiglio, Racconigi, Revello, Villanovetta e la stessa Cuneo. Lo stabilimento di Caraglio, grazie all'energia idraulica di ben cinque mulini che azionavano i macchinari, ospitò tutta la filiera produttiva: dall'allevamento del baco da seta alla realizzazione del prodotto finito, garantendo lavoro a circa trecento persone, in gran parte donne di giovanissima età. Esso si specializzò nella produzione dell'«organzino piemontese», un pregevole filato serico doppio ritorto particolarmente apprezzato in Francia, meta di gran parte delle esportazioni, impiegato per realizzare l'ordito di pregiati tessuti destinati all'aristocrazia.
Nel 1857 i discendenti della famiglia Galleani vendettero il filatoio alla famiglia di banchieri Cassin, a seguito di una prima crisi dovuta all'epidemia di pebrina che colpì le coltivazioni di gelso e gli stessi bachi da seta in tutta Europa e che spinse alla ricerca di nuovi bozzoli in Estremo Oriente; fu probabilmente in questo periodo che l'intero edificio assunse il colore rosso delle pareti, da cui il nome «filatoio rosso».
La produzione, seppur con costi differenti dovuti all'importazione, proseguì fino al 1936, anno in cui il filatoio cessò definitivamente la sua secolare attività, decisione resasi necessaria anche a seguito della nuova politica di autarchia economica imposta dal regime fascista che promosse la produzione di filati alternativi come la viscosa e il fustagno, derivato dal cotone coltivato nelle colonie italiane dell'Africa. Da allora il filatoio vide un declino inesorabile che culminò con la trasformazione in caserma militare durante il periodo bellico della seconda guerra mondiale e che lo vide anche bersaglio di bombardamenti aerei che lo danneggiarono, privandolo di una delle sue sei torri perimetrali.
Malgrado i decenni di abbandono nel 1993 il Consiglio d'Europa definì il filatoio come «il più insigne monumento storico-culturale di archeologia industriale in Piemonte» e nel 1999 l'intero complesso venne acquisito dal Comune di Caraglio con l'intento di recuperarlo.

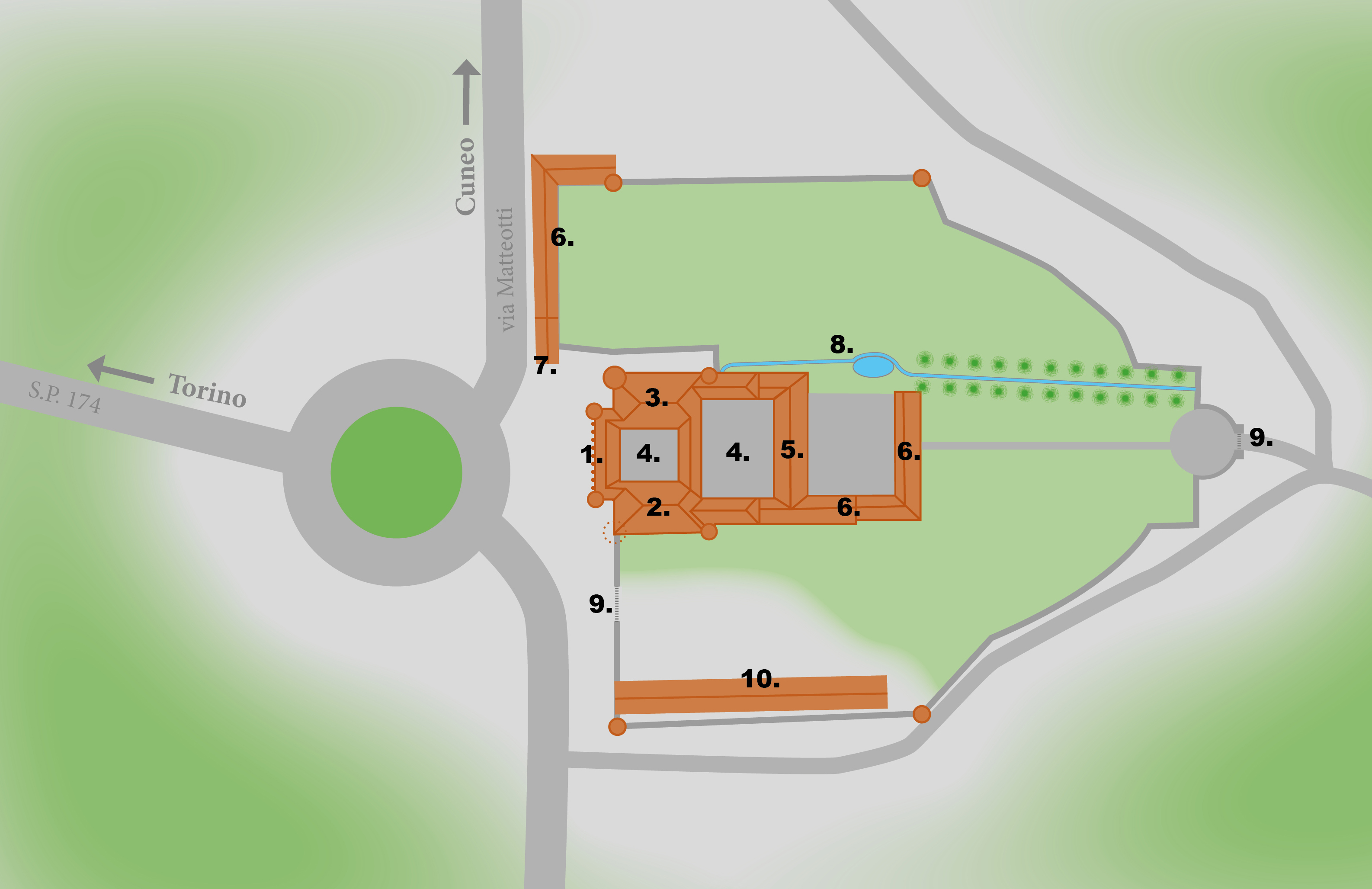
1. Ingresso principale, biglietteria, bookshop
2. Ala destra con uffici, locali espositivi e appartamenti padronali
3. Ala sinistra che ospita il museo del Setificio Piemontese
4. Corte interna
5. Sala delle Colonne
6. Locali tecnici e magazzini
7. Chiesa
8. Canale idrico e bacino di raccolta
9. Accesso secondario
10. Vecchie scuderie, locali di rimessaggio

Grazie al sostegno economico della Regione Piemonte, della Compagnia di San Paolo, della Fondazione Cassa di Risparmio di Cuneo e di vari istituti di credito locali, il Filatoio Rosso di Caraglio è stato completamente ristrutturato diventando il più antico setificio d'Europa ancora conservato e uno dei pochi in Italia a essere stato recuperato per finalità museali; esso è sede della Fondazione Artea che promuove eventi culturali di riferimento per il territorio e ospita il museo del Setificio Piemontese, che vanta un completo corredo di fedeli riproduzioni di macchinari lignei funzionanti ricostruiti sulla base di fonti documentarie conservate negli archivi storici di Cuneo e di Torino.
Dal 2002 il Filatoio Rosso di Caraglio è entrato a far parte del sistema Castelli Aperti del Basso Piemonte.

## Caratteristiche

### L'edificio
Il complesso edilizio si erge per tre piani ed è costituito da un simmetrico insieme di volumi caratterizzati da sobri prospetti intonacati a tinte chiare, scanditi da cornici marcapiano e affacciati su due ampi cortili interni. Delle originarie sei torri circolari perimetrali, che ospitano un vano scale ciascuna, ne sono rimaste cinque poiché una venne centrata da un ordigno aereo durante i bombardamenti del secondo conflitto mondiale, quando l'intero edificio fu adibito a caserma militare.
Il corpo di facciata è arricchito dalla coppia di torri con loggia e una balaustra sommitale sormontata da anfore, dettaglio che denota la derivazione nobile del committente originario e fa presumere che l'autore del progetto potesse provenire dalla corte ducale, senza escludere il contributo dell'architetto Amedeo di Castellamonte che Giovanni Girolamo Galleani conobbe durante la coeva realizzazione del setificio di Venaria Reale, il primo stabilimento tessile del Ducato di Savoia voluto dal duca Carlo Emanuele II.

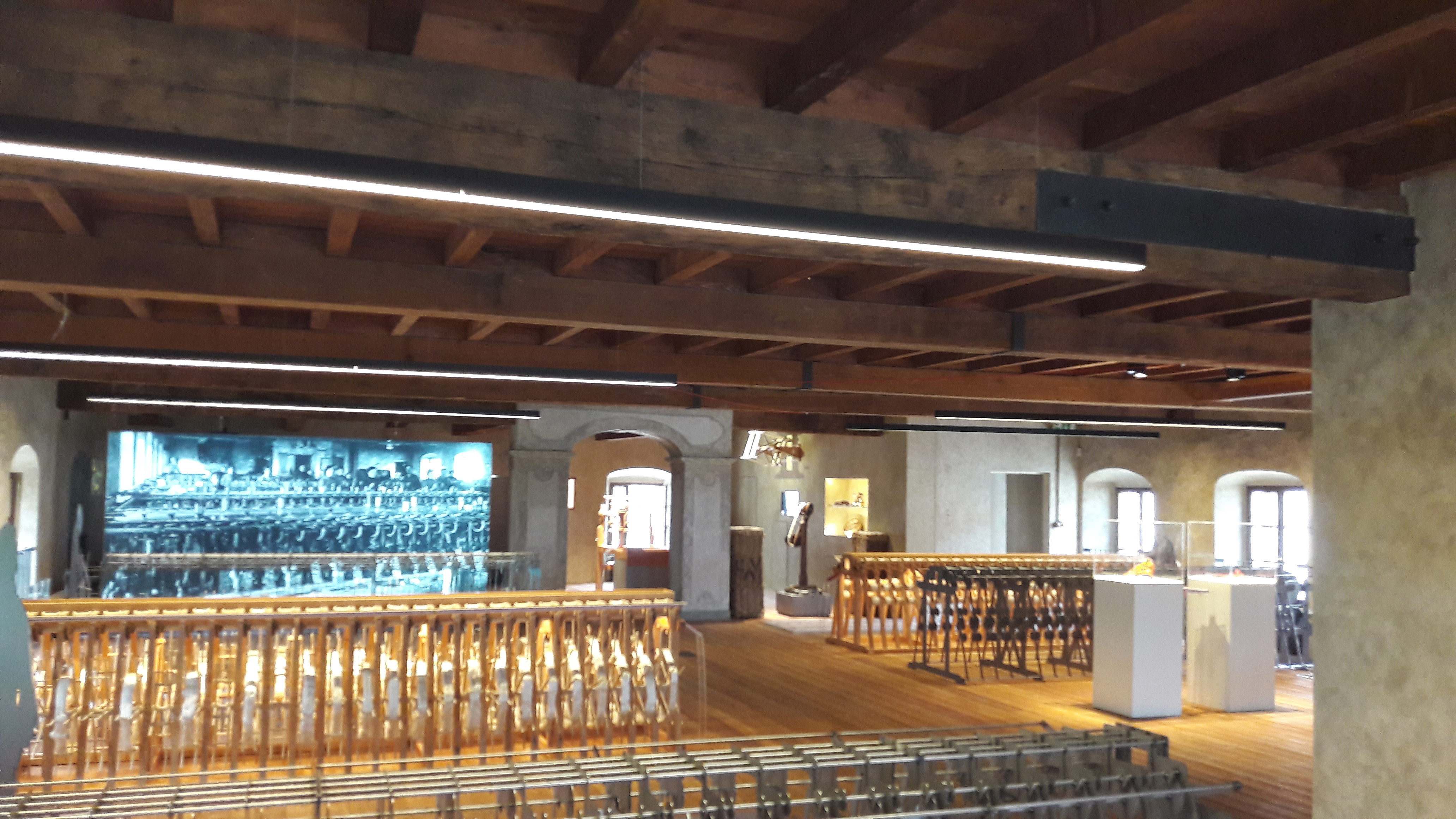
La nuova sala del secondo piano del museo con la linea delle macchine per l'«incannaggio» e quella per la «binatura» in fondo a destra

Il primo piano del volume laterale destro dell'edificio ospitava originariamente gli uffici dell'amministrazione e gli appartamenti padronali abbelliti da stucchi e marmorino graffito; l'ala sinistra ospitava invece i locali adibiti alla produzione con i macchinari per la lavorazione della seta, ovvero: le postazioni per la «trattura», le linee con gli «incannatoi», le macchine per la «binatura» e i cinque «torcitoi idraulici»; al piano terra invece vi erano i cinque mulini ad acqua che azionavano tutti i sistemi di trasmissione atti a far funzionare i macchinari dell'opificio. Ulteriori locali tecnici come la falegnameria e i magazzini erano collocati nella parte retrostante dell'edificio, disposti attorno alla seconda corte interna.
All'esterno sorgono alcuni edifici complementari tra cui una cappella, a testimonianza di quanto l'aspetto religioso fosse parte integrante della vita lavorativa delle maestranze.
L'intero complesso è stato completamente risanato e recuperato nel corso del primo decennio degli anni duemila e, a completamento dell'opera di recupero, sono stati ricostruiti fedelmente anche tutti i cinematismi originali: ingranaggi, ruote idrauliche, alberi di trasmissione e i macchinari citati utilizzando coerentemente i materiali d'origine tra cui le specifiche essenze di legno come abete e rovere ma anche il vetro, il cuoio e il metallo.

### Il Museo del Setificio Piemontese

#### I macchinari e la simulazione del processo produttivo
Grazie al complesso sistema di macchinari fedelmente ricostruito con il contributo economico dei finanziatori e quello tecnico di esperti del settore, al filatoio Rosso di Caraglio è possibile assistere a visite didattiche che illustrano il completo processo produttivo del filato doppio ritorto che caratterizzò la secolare tradizione industriale dello stabilimento.

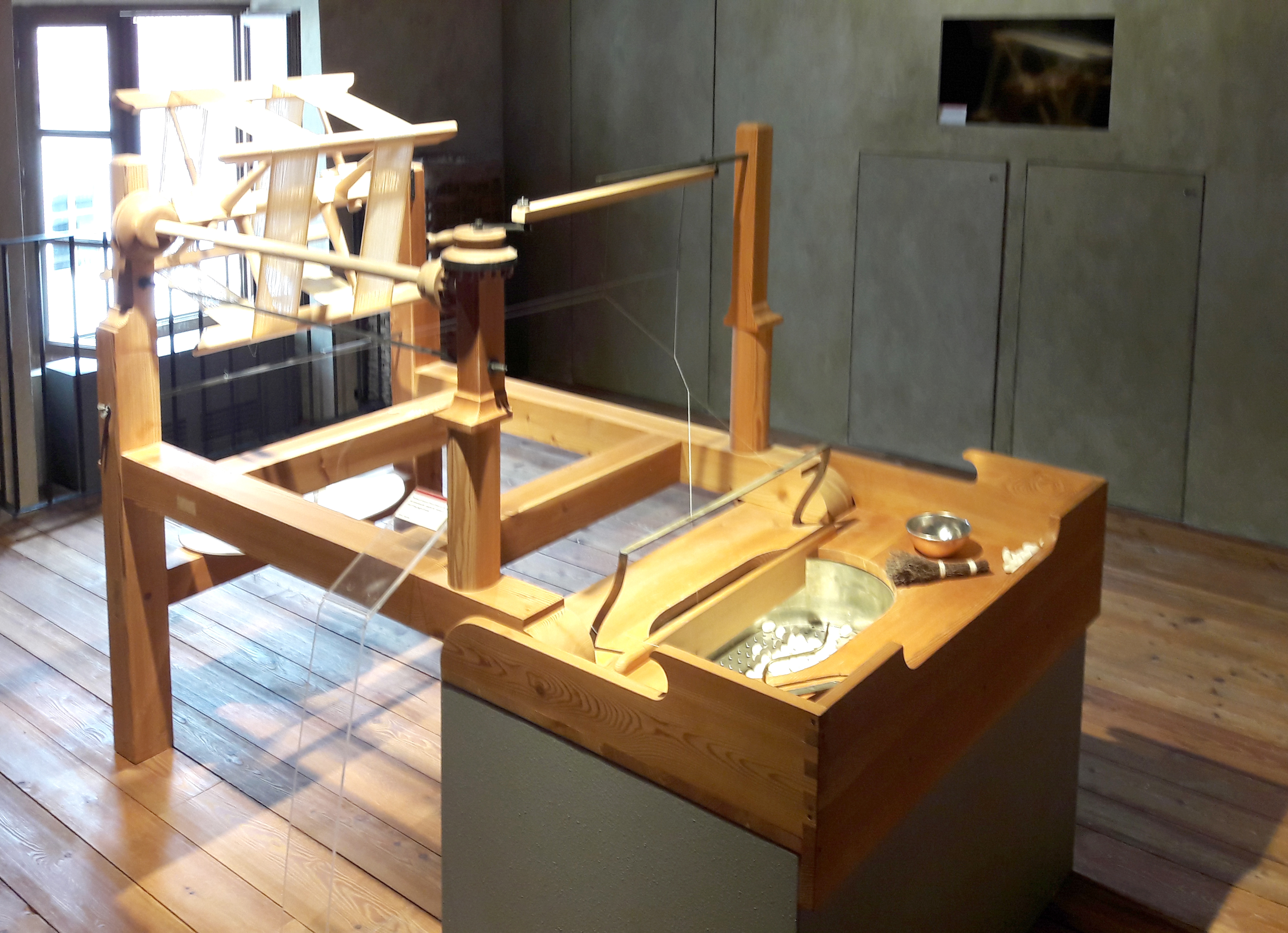
La postazione per la «trattura» con il catino e lo scopino di saggina

A partire dal secondo piano, inaugurato il 18 giugno 2017, è possibile osservare i macchinari lignei ricostruiti fedelmente ripercorrendo le fasi dell'intero processo produttivo: trattura, incannaggio, binatura e torcitura.

#### La trattura
La «trattura» rappresenta la prima fase del processo produttivo. Questa delicata operazione avveniva in un'apposita postazione dotata di un piccolo fornello a legna dove i bozzoli di seta ormai chiusi venivano messi a macerare in acqua calda tra i 70 °C e i 90 °C, consentendo l'ammollamento della sericina, la sostanza organica gommosa che tiene coeso il filo di bava che forma la struttura del bozzolo; in seguito l'operatrice eseguiva a mano la fase di «scopinatura», ovvero l'estrazione del primo capofilo del filamento di seta grezza per ciascun bozzolo mediante una piccola fascina di saggina. La fase finale della trattura consisteva nello srotolamento dell'intero bozzolo ancorato a un aspo e la successiva «spelaiatura», ovvero il trattamento con grasso animale per rimuovere i residui di sericina ed eventuali altre impurità.

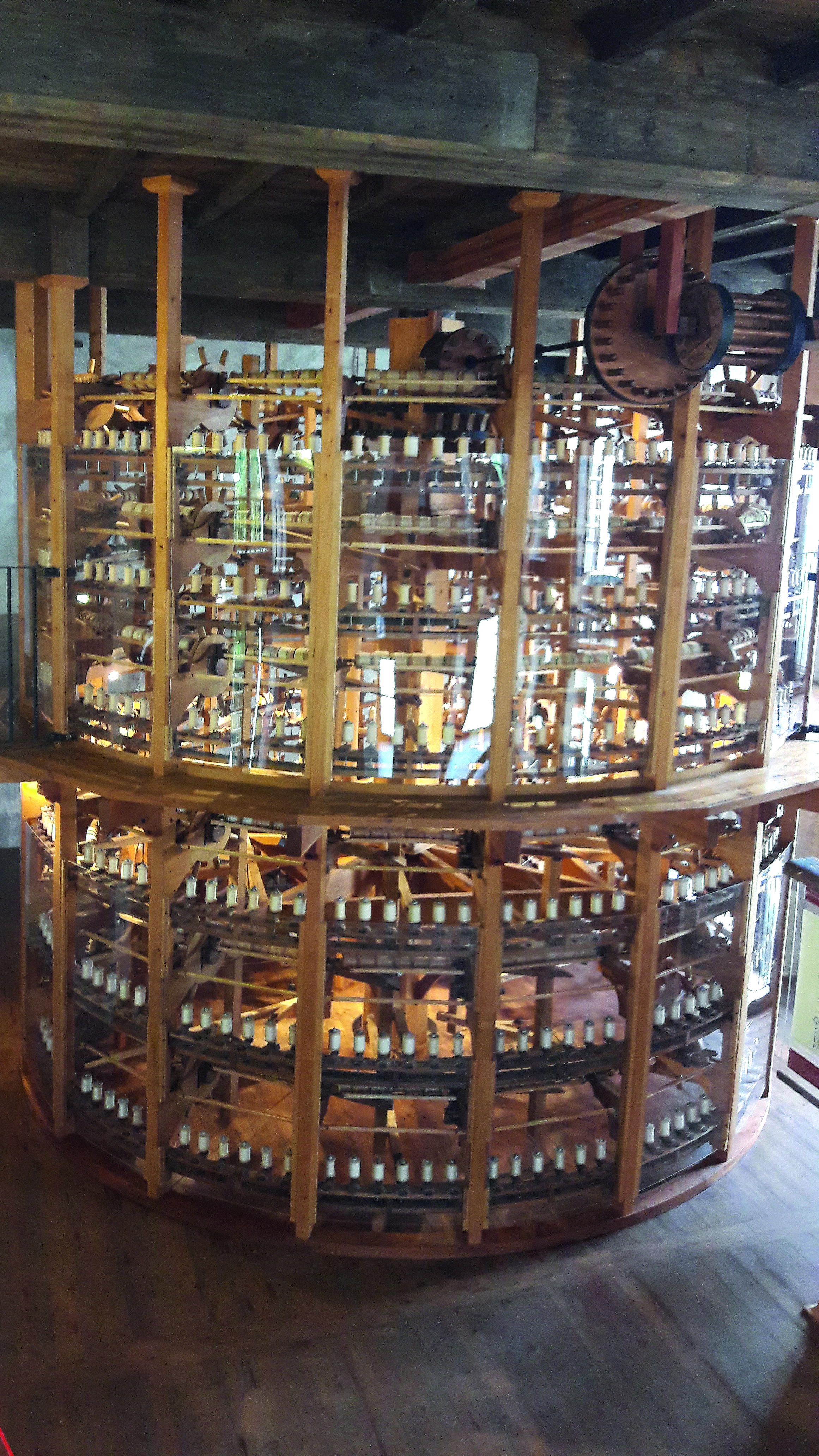
Il torcitore di destra in funzione

#### L'incannaggio
Sempre nella medesima sala al secondo piano sono state ricollocate le linee di produzione degli «incannatoi», ovvero le macchine che avvolgevano per la prima volta il filato grezzo di seta su appositi «rocchetti» che poi venivano inseriti nel primo torcitoio idraulico.

#### La binatura
Accanto alle linee di produzione degli incannatoi sono ricollocate anche le macchine per la «binatura», ovvero la fase che consentiva di accoppiare due o più fili di seta e avvolgerli dalle «rocchelle» ai «rocchetti» che venivano successivamente inseriti nel secondo torcitoio idraulico per operare la seconda e ultima torcitura.

#### La torcitura
I due torcitoi idraulici da seta realizzati ex novo nel 2005 sono stati i primi macchinari fedelmente ricostruiti nella compagine del vasto progetto di recupero del filatoio e rappresentano la tecnologia seicentesca impiegata nella fase di torcitura del rinomato «organzino piemontese». Queste macchine sono la riproduzione esatta delle quattro presenti originariamente al primo piano dell'edificio; di concezione bolognese ma con cinematismi di origine leonardesca, esse furono introdotte nel Ducato di Savoia nella seconda metà del Seicento proprio da Giovanni Girolamo Galleani consentendo al territorio piemontese di divenire un importante punto di riferimento nella produzione di filati serici di qualità. I torcitoi occupano la sala al primo piano dell'ala sinistra del filatoio e sono realizzati in legno di abete, con specifiche applicazioni di cuoio per i bracci atti al moto rotatorio e di vetro di Murano per evitare l'attrito del filo sul legno; il loro funzionamento è regolato dall'energia elettrica, tuttavia i cinematismi e gli organi di trasmissione sono i medesimi dell'epoca in cui venivano azionati dall'energia idraulica dei mulini sottostanti. Il torcitoio di destra realizza una prima torcitura e l'avvolgimento del filato dal «rocchetto» alle «rocchelle» che venivano successivamente inserite nelle macchine per la «binatura», mentre il torcitoio di sinistra opera una seconda e ultima torcitura in senso opposto, conferendo ulteriore resilienza al filato e infine avvolge il prodotto finito dai «rocchetti» agli appositi «aspi».

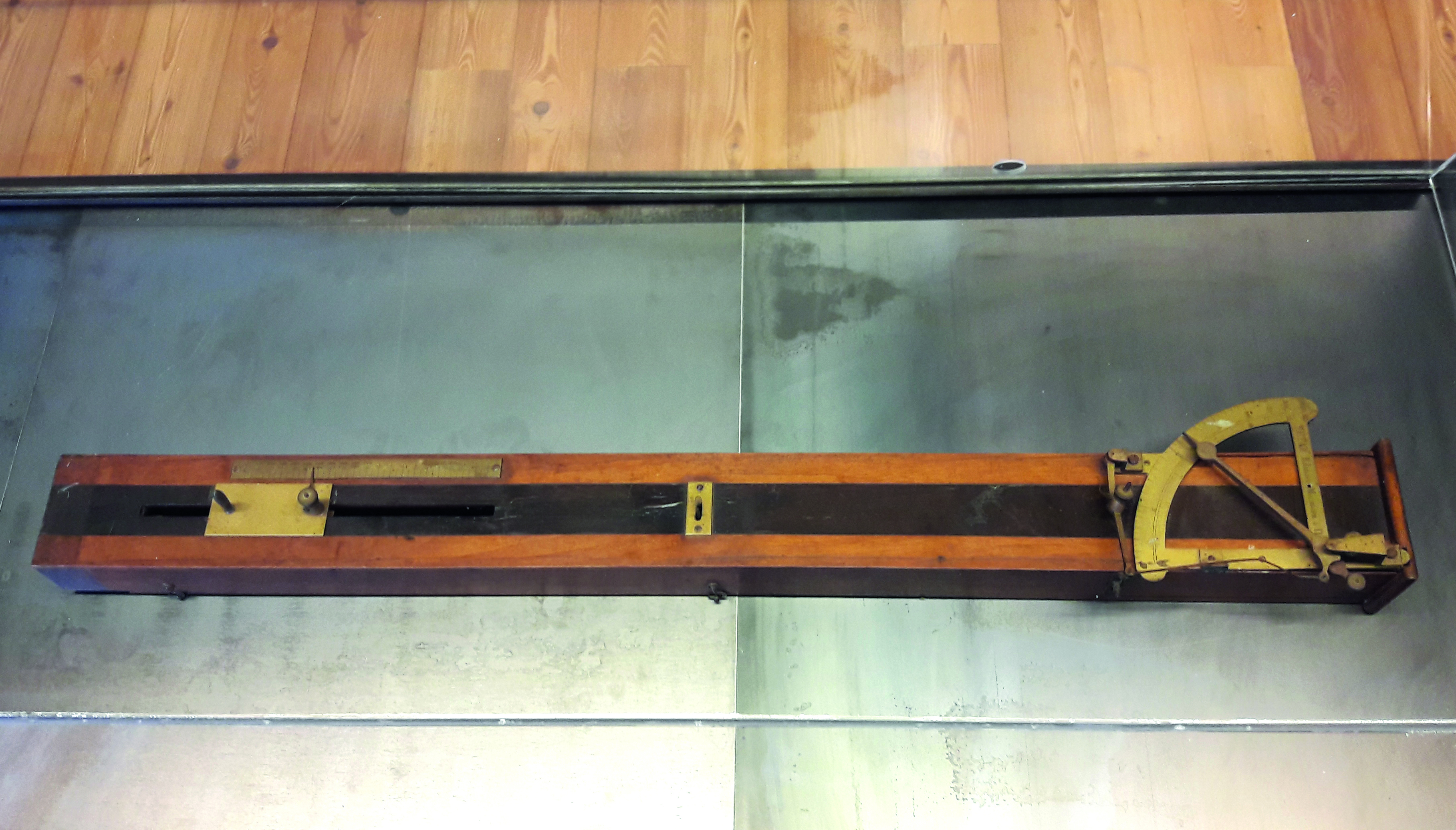
Uno strumento di misurazione originale per il controllo qualità del filato

#### Il controllo qualità
La qualità dei filati serici nel Ducato di Savoia era un requisito molto importante e vi erano precise regole da rispettare: di tipo tecnico per i macchinari, merceologiche e organolettiche per il filato realizzato. Il Filatoio Rosso di Caraglio effettuava il controllo qualità grazie ad appositi strumenti di misurazione che sono tuttora conservati al secondo piano del museo, tuttavia vigeva un efficace controllo anche mediante specifiche ordinanze ducali e tramite l'operato di ispettori che effettuavano periodici controlli sul territorio redigendo verbali che nel corso del tempo, confluendo negli archivi storici, si sono rivelati molto utili per la ricostruzione dei macchinari.
Controlli così restrittivi furono per secoli garanzia di qualità tuttavia con il tempo rappresentarono anche un ostacolo all'evoluzione industriale. L'esempio del comasco, dove i controlli furono meno severi e forse anche maggiore l'audacia dei produttori stessi nei confronti delle leggi, consentì un incremento costante dello sviluppo, tanto da essere ancora oggi una zona industriale specializzata nella produzione serica.

### Approfondimenti
1. ↑  Secondo quanto annotavano i mercanti inglesi Lewis e Loubière nel Settecento, «la più raffinata seta prodotta in Europa».
2. ↑  Prof. Flavio Crippa.

### Fonti
1. 1 2   Filatoio di Caraglio, su castelliaperti.it. URL consultato il 20 giugno 2017.
2. 1 2 3 4 5 6 7 8 9 10  P. Chierici (a cura di), 2007, pp. 37-45.
3. 1 2   Filatoio Rosso di Caraglio, su Castelli Aperti, 2017. URL consultato il 20 giugno 2017.
4. 1 2 3 4 5 6 7  P. Chierici (a cura di), 2007, pp. 38-44.
5. 1 2 3  P. Chierici, 2004, pp. 189-206.
6. ↑  P. Chierici (a cura di), 2007, p. 43.
7. ↑  P. Chierici, 2004, pp. 190-206.
8. ↑  C. Zanier, 2006, p. 21.
9. ↑  AA.VV., p. 11.
10. ↑   Il Filatoio Galleani o Filatoio Rosso, su filatoiocaraglio.it. URL consultato il 20 giugno 2017. (archiviato dall'url originale il 14 giugno 2017).
11. ↑   Inaugurazione dei nuovi spazi espositivi del Museo del Setificio, su compagniadisanpaolo.it. URL consultato il 20 giugno 2017..
12. ↑   Il museo del setificio piemontese, su filatoiocaraglio.it. URL consultato il 20 giugno 2017. (archiviato dall'url originale il 19 agosto 2017).
13. ↑   Camera di Commercio di Como, su co.camcom.gov.it. URL consultato il 21 giugno 2017 (archiviato dall'url originale il 17 giugno 2017).